# Công viên Chăm sóc và Bảo tồn Động vật Vinpearl Safari Phú Quốc
Công viên Chăm sóc và Bảo tồn Động vật Vinpearl Safari Phú Quốc là một vườn thú ở Gành Dầu, đảo Phú Quốc, Kiên Giang, Việt Nam. Công viên được tập đoàn Vingroup đầu tư và khai trương ngày 24 tháng 12 năm 2015. Đây được xem là vườn thú Safari lớn nhất Việt Nam.

## Công viên

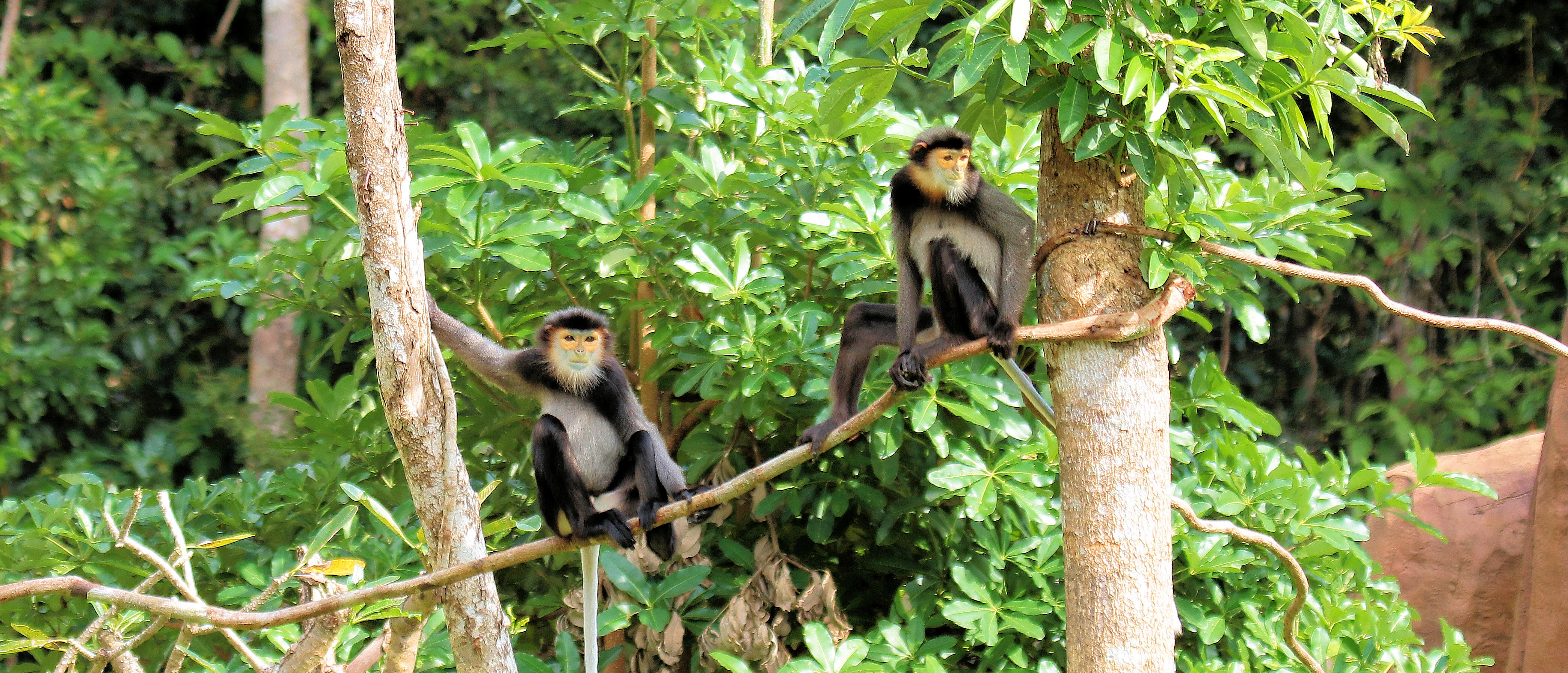
Chà vá chân đen

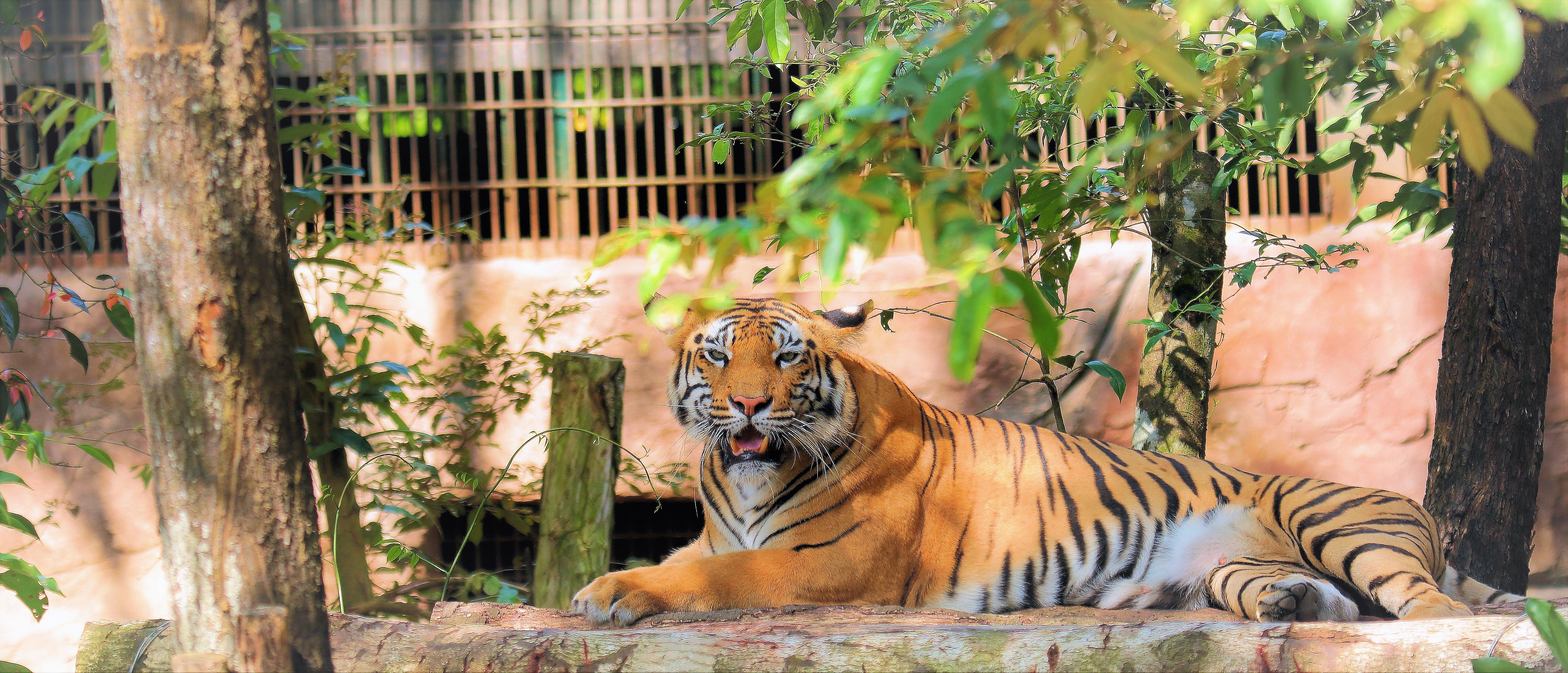
Hổ Bengal

Công viên tọa lạc trên diện tích 500 ha. Đây là vườn thú bán hoang dã đầu tiên và duy nhất tại Việt Nam xây dựng theo mô hình Safari thế giới. Giai đoạn 1 có quy mô 380ha, gồm hai phân khu chính: khu vườn thú mở là nơi sinh sống hơn 90 loài động vật hoang dã được nuôi nhốt trong không gian rộng rãi và gần gũi với thiên nhiên; khu Safari là nơi gần 50 loài động vật được thả tự do trong môi trường nhân tạo mà không có chuồng trại hay hệ thống rào cản ngăn cách, và khách tham quan sẽ được ngồi trên xe điện chuyên dụng để di chuyển trong khu vực.
Các động vật trong vườn thú này gồm có 4.000 cá thể thuộc 200 chủng loại được sưu tầm, bảo tồn từ các động vật hoang dã quý hiếm. Trong đó có hổ Bengal, sư tử, tinh tinh, đười ươi, khỉ mặt chó, tê giác trắng, voi châu Á, hươu cao cổ, linh dương sừng thẳng Ả Rập, gấu chó, gấu ngựa, hà mã, ngựa vằn, hươu cao cổ, vượn cáo. Vinpearl Safari Phú Quốc gồm 2 phân khu lớn: Khu vườn thú mở (Khu Open Zoo) và khu vực bán hoang dã (khu Safari): 
- Khu vườn thú mở: Khách ngắm nhìn các động vật trong không gian chuồng mở, chỉ cách động vật bằng các hào nước hoặc hàng rào tầm vừa. Bên cạnh các động vật được bố trí dọc theo lối đi bộ, khu vườn thú mở còn có những phân khu nhỏ: Khu linh trưởng, khu chuồng chim, khu bò sát
- Khu bán hoang dã: Khách ngắm nhìn các loài động vật đi lại tự do qua xe buýt theo kiểu "người nhốt thú thả". Khi tham quan khu vực nuôi sư tử, hổ và những loài có tính hung hãn, các cửa xe lẫn cửa sổ xe buýt được đóng kín để đảm bảo an toàn. Ngoài ra nhằm tránh để các loài thú ăn thịt tấn công các loài ăn cỏ, những con hổ và sư tử sẽ được thả ở một khu vực bán hoang dã được ngăn cách riêng với nơi sinh sống của nai, hươu đốm, linh dương, ngựa vằn bằng các hàng rào thép gai nối dài, có nơi cao tận 10 m

Vinpearl Safari Phú Quốc hiện là thành viên Hiệp hội vườn thú Việt Nam (VZA); Hiệp hội Vườn thú Đông Nam Á (SEAZA) và Hệ thống thông tin loài quốc tế (International Species Information System).

## Tiện ích
Công viên chăm sóc và bảo tồn động vật Vinpearl Safari Phú Quốc có chương trình biểu diễn chim thông qua các đặc tính tự nhiên của sinh vật để mang đến những kiến thức cho khách hàng về tập tính nổi bật của các loài. Ngoài ra còn có các hoạt động tương tác và cho động vật ăn tại khu vực hươu cao cổ, lạc đà và voi châu Á.